# Piñeira (Sandianes)
Piñeira (llamada oficialmente San Xoán de Piñeira de Arcos) es una parroquia y un lugar del municipio español de Sandianes, en la provincia de Orense, Galicia.

## Toponimia
La parroquia también es conocida por los nombres de San Juan de Piñeira y San Xoán de Piñeira.

## Historia
Hacia mediados del siglo XIX, la parroquia, ya por entonces perteneciente a Sandianes, tenía contabilizada una población de mil habitantes. Aparece descrita en el decimotercer volumen del Diccionario geográfico-estadístico-histórico de España y sus posesiones de Ultramar de Pascual Madoz con las siguientes palabras:

PIÑEIRA (San Juan): felig. en la prov. y dióc. de Orense (4 leg.), part. jud. de Ginzo de Limia (1), ayunt. de Sandianes (1/8). sit. al O. y confines de la laguna Antela ó de la Limia; la combaten especialmente los aires del N. y E.; el clima es húmedo y frio, y las enfermedades mas comunes fiebres tercianarias. Tiene 196 casas en los l. de Arcos, Corga, Chousela, Fontela, Encrucilladas, Ladeira, Montarelos, Labandeira, Nogueiras, Piñeira de Arriba, Seijo y Zadagones. La igl. parr. (San Juan) se halla servida por un cura de térm. Tambien hay 3 ermitas dedicadas á San Roque, San Pedro y Sta. Marina. Confina el térm. N. Graña; E. laguna Antela; S. Sandianes, y O. Torneiros. El terreno es llano y feraz; le baña de O. á E. un riach. que va á depositar sus aguas en dicho lago. Atraviesa por esta parr. el camino que desde Orense va á Castilla pasando por Ginzo y Verin; su estado es bueno. prod : centeno, trigo, maiz, patatas y lino; se cria ganado vacuno, caballar, lanar y de cerda; caza de liebres, conejos, perdices, codornices y patos, y pesca de sanguijuelas en la laguna. ind.: la agrícola, molinos harineros y telares de lienzos ordinarios. comercio: estraccion de granos y ganados, é importacion de paños. pobl.: 196 vec , 1,000 alm contr.: con su ayunt. (V.).
(Madoz, 1849, p. 45)

## Organización territorial
La parroquia está formada por nueve entidades de población:
- A Corga
- A Chousela
- A Fontela
- A Ladeira
- A Lavandeira
- Arcos
- Novaíño
- Piñeira de Arcos
- Zadagós

## Demografía

### Parroquia
| Gráfica de evolución demográfica de Piñeira (parroquia) entre 2000 y 2023 |
|                                                                           |
| Datos según el nomenclátor publicado por el INE.                          |

### Lugar
| Gráfica de evolución demográfica de Piñeira de Arcos (lugar) entre 2000 y 2023 |
|                                                                                |
| Datos según el nomenclátor publicado por el INE.                               |